# Américo Tesoriere
Américo Miguel Tesoriere (parfois appelé Tesorieri) était un footballeur argentin né le 18 mars 1899 à Buenos Aires en Argentine dans le quartier La Boca et mort le 30 décembre 1977. Surnommé « La Gloria » (la gloire) il fut le gardien de but emblématique de Boca Juniors dans les années 1920. 
Il joua toute sa carrière à Boca Juniors excepté en 1921 où il joua pendant un an au Deportivo del Norte. Il débuta à Boca en 1916 à l’âge de 17 ans afin de remplacer le gardien titulaire, Fabiani, qui s’était gravement blessé. Avec Boca il remporta le championnat d'Argentine en 1919, 1920, 1923, 1924 et 1926. Il défendit les buts de Boca lors de 184 matchs remportant également avec les Xeneizes la Copa Competencia (en 1919, 1923, 1924), la Tie Cup (1919), la Copa de Honor (en 1920) et la Copa Estimulo (en 1926). 
Il fit ses débuts avec la sélection argentine en 1919 et garda les cages des Albiceleste à 38 reprises. Il remporta la Copa América en 1921 et 1925. En 1921 et 1924 il préserva sa cage inviolée. Toutefois en 1924, l’Uruguay devança l’Argentine d’un petit point. Il connut sa dernière sélection en 1925.

## Carrière
| Club                | Pays      | Année       |
| ------------------- | --------- | ----------- |
| Boca Juniors        | Argentine | 1916 - 1921 |
| Deportivo del Norte | Argentine | 1921        |
| Boca Juniors        | Argentine | 1922 - 1927 |

## Palmarès
- Vainqueur de la Copa América en 1921 et 1925.
- Championnat d'Argentine de football en 1919, 1920, 1923, 1924 et 1926.
- Copa Competencia en 1919, 1923, 1924.
- Tie Cup en 1919.
- Copa de Honor en 1920.
- Copa Estimulo en 1926.